# مزيد فريح
مزيد فريح العنزي لاعب كرة قدم سعودي ، يلعب في نادي العلا.

## مسيرة اللاعب
لعب في نادي الباطن ونادي الجبلين ونادي القادسية ونادي العلا.

## روابط خارجية
- مزيد فريح على موقع Soccerway.com (الإنجليزية)